# Prorocentraceae
Famille
Les Prorocentraceae sont une famille d'algues dinoflagellés de l’ordre des Prorocentrales.

## Étymologie
Le nom vient du genre type Prorocentrum, composé du préfixe proro- (du latin prora, proue), et du suffixe -centrum, centre.

## Liste des genres
Selon AlgaeBase (17 janvier 2022)
- Chrysodinium F.Gómez, Y.Nakamura & L.F.Artigas1
- Dinoporella Halim
- Dinopyxis F.Stein
- Exuviaella Cienkowski
- Exuviella Bergh
- Haplodinium Klebs
- Mesoporos L.C.Lillick
- Plagiodinium M.A.Faust & Balech
- Porella Schiller
- Porotheca P.C.Silva
- Postprorocentrum Gourret
- Prorocentrum Ehrenberg, 1834